# 威廉·迈克尔斯
威廉·迈克尔斯（英語：William Michaels，1876年7月13日—1934年），田纳西州人，美国男子拳击运动员。他曾代表美国参加1904年夏季奥林匹克运动会拳击比赛，获得男子158磅级铜牌。